# شهرستان داگلاس (واشینگتن)
شهرستان داگلاس، واشینگتن (به انگلیسی: Douglas County, Washington) یک شهرستان در ایالات متحده آمریکا است که در ایالت واشینگتن واقع شده‌است.

## خصوصیات
شهرستان داگلاس ۴٬۷۸۸٫۹۱ کیلومترمربع مساحت دارد.